# Coleraine (Australie)
Pour les articles homonymes, voir Coleraine (homonymie).
Coleraine (991 habitants) est un village du comté des Grampians Sud au Victoria en Australie. Il est situé sur la "Glenelg Highway" (qui relie Ballarat à Mount Gambier) à 350 km à l'ouest de Melbourne et à 35 km au nord ouest de Hamilton.
Son économie repose sur la production de lait et de viande.

## Personnalités
- Helena Rubinstein y vécut trois ans à la fin des années 1890 et au début des années 1900, travaillant chez son oncle comme domestique et intendante de l'épicier-bazar qu'il tient à Coleraine. Elle quitte la ville pour fonder en 1902 une boutique de cosmétiques à Melbourne[1].